# 817 Annika
A 817 Annika (ideiglenes jelöléssel 1916 YW) a Naprendszer kisbolygóövében található aszteroida. Max Wolf fedezte fel 1916. február 6-án.